# Cláusula de incomunicabilidade
A cláusula de incomunicabilidade é um gravame imposto pelo testador ou doador como forma de impedir que o bem recebido em doação, herança ou legado integre o patrimônio que irá se comunicar com o do cônjuge (meação), mesmo que quem receba esteja sob o regime de comunhão universal de bens.
Antes de se casarem os nubentes escolhem o regime de casamento que terão. De acordo com o código civil no artigo 1.667, o regime da comunhão universal importa a comunicação de todos os bens presentes e futuros.
Entretanto, quando estabelecida a cláusula de incomunicabilidade o cônjuge beneficiário terá direito exclusivo sobre a coisa que herdar, receber em legado ou doação.
Portanto, a cláusula de incomunicabilidade é aquela que exclui o bem da comunhão. Nesse sentido Rafael O. Lage, 2009, comenta que a razão de existir está cláusula remonta à possibilidade de um casamento de interesses ou de com pessoa inidônea. Assim, o instituidor impõe o gravame para evitar o conhecido “golpe do baú”.
O código civil de maneira clara expressa no artigo 1.668, no inciso I, que são excluídos da comunhão os bens doados ou herdados com a cláusula de incomunicabilidade e os sub-rogados em seu lugar.
O mesmo ordenamento jurídico no artigo 1.661 também expõe que automaticamente será incomunicável os bens cuja aquisição tiver por título uma causa anterior ao casamento, quando se tratar do regime de comunhão parcial.

## Incomunicabilidade: Cláusula Restritiva Na Sucessão
O testamento é ato personalíssimo, revogável e solene que declara a última vontade do testador para dispor de seus bens, patrimoniais ou não, depois da morte. 
Só pode ser realizado o testamento nas formas previstas em lei. Contudo, as disposições testamentárias garantem grande flexibilidade ao testador para expressar sua vontade, podendo este impor, entre outros, as cláusulas restritivas na sucessão.
As cláusulas restritivas é um gênero que possui como espécies: as cláusulas de incomunicabilidade, inalienabilidade e impenhorabilidade.
De acordo com Maria Helena de Diniz, 2010, as cláusulas acima mencionadas constituem uma restrição de poder, que modificam os efeitos normais do testamento, por serem modeladoras de sua eficácia, não atingindo o direito a herança, mas sim traçando um limite eficacial (DINIZ, 2010).

## Cláusula de Incomunicabilidade e a Sucessão do Cônjuge
Observa-se que o bem gravado com a cláusula de incomunicabilidade torna-se um bem patrimonial do beneficiário e, não será partilhado pela dissolução do casamento ou da união em vida.
Contudo, se o cônjuge beneficiário vier a falecer, não se perdurará a cláusula, ficando, então, aquele bem sujeito às regras de sucessão ao cônjuge sobrevivente.

Os herdeiros Necessários e Cláusula de Incomunicabilidade

Os herdeiros necessários são os descendentes, os ascendentes bem como o cônjuge. Aos herdeiros necessários a lei assegura o direito à legítima, também chamada de reserva, que corresponde a metade dos bens do testador.
A outra metade dos bens do testador é a porção disponível que pode ser deixada e disposta livremente.
O novo código civil, no artigo 1.848 proíbe expressamente a imposição de cláusulas restritivas: incomunicabilidade, inalienabilidade e de impenhorabilidade, sobre os bens da legítima, salvo se houver justa causa, declarada em testamento.
Portanto, denota-se que é restrito ao testador impor a cláusula de incomunicabilidade à parte dos bens referentes à legítima, mas tal ressalva não alcança a porção que pode dispor. Justifica-se a restrição, segundo Gonçalves, 2011, no tocante à legítima por se tratar de quotas legalmente reservadas sobre os bens do espólio.

## Observações Importantes
De acordo, com Marcos A. Germano Jr., casadas as partes pelo regime da comunhão parcial de bens, os bens recebidos a título de doação não integram a partilha, sendo desnecessária a presença de cláusula de incomunicabilidade. Ademais, sob o citado regime, a doação realizada a um dos cônjuges somente será comunicável quando o doador expressamente se manifestar nesse sentido e, no silêncio, presume-se feita apenas à donatária.